# Fabián Muñoz Centurión
Fabián Muñoz Centurión (Lambaré, 20 gennaio 1939 – San Lorenzo, 15 febbraio 2017) è stato un calciatore paraguaiano, di ruolo attaccante.

## Carriera

### Club
Ha giocato nel campionato paraguaiano, in quello cileno ed in quello boliviano.

### Nazionale
Prese parte con la nazionale paraguaiana al Campeonato sudamericano del 1959 (2° Campeonato).

## Palmarès

### Club

#### Competizioni nazionali
- Campionato paraguaiano: 2

Guaraní: 1964, 1967